# Digit (đơn vị)
Digit hoặc ngón tay là một đơn vị đo chiều dài cổ xưa và lỗi thời không thuộc hệ SI. Ban đầu nó dựa trên bề rộng của ngón tay người. Nó là một đơn vị đo chiều dài cơ bản trong các hệ thống đo lường của Ai Cập cổ đại, Lưỡng Hà, Do Thái, Hy Lạp và La Mã cổ đại.
Trong thiên văn học, một digit là một phần mười của đường kính của mặt trời hoặc mặt trăng.

## Thiên văn học
Trong thiên văn học, digit cho đến gần đây bằng một phần mười đường kính của mặt trời hoặc mặt trăng. Điều này được tìm thấy trong Moralia của Plutarch, XII: 23, nhưng định nghĩa chính xác bằng một phần mười hai đường kính có thể là của Ptolemy. Sosigenes thời Alexandria đã quan sát vào thế kỷ 1 sau Công nguyên rằng trên một dioptra, một đĩa có đường kính 11 hoặc 12 digit (chiều dài) là cần thiết để che mặt trăng.
Các đơn vị được sử dụng trong công trình thiên văn của Ả Rập hoặc Hồi giáo như những Sadr al-Shari'a al-Thani (d.1346/7), nơi nó được gọi là tiếng Ả Rập: إصبعا iṣba ', digit hoặc ngón tay.
Digit thiên văn đã được sử dụng ở Anh trong nhiều thế kỷ. Heath, được ghi lại vào năm 1760, giải thích rằng 12 digit bằng với đường kính khi có sự nhật thực của mặt trời, nhưng 23 có thể cần thiết cho bóng của Trái đất khi nó che khuất mặt trăng, những con số trên 12 đại diện cho phạm vi mà bóng của Trái đất lớn hơn hơn Mặt trăng. Các đơn vị dường như không được sử dụng ở hiện tại, nhưng được tìm thấy trong các từ điển gần đây.